# Hoyt Peak
Hoyt Peak es un pico de montaña en el parque nacional Yellowstone en la parte noroeste del estado de Wyoming en los Estados Unidos. 
Su cumbre tiene una altura de 3202 m. Se encuentra a pocos kilómetros al este de la Entrada Este del parque nacional Yellowstone, forma el límite del parque con el Bosque Nacional Shoshone y es parte de la Cordillera Absaroka en las Montañas Rocosas. Debido a su ubicación al norte de la autopista de los EE. UU., Es uno de los picos más conocidos del parque, pero no se sube con tanta frecuencia como Avalanche Peak al noroeste.
La montaña fue nombrada por Philetus Norris en honor a John Wesley Hoyt, el tercer gobernador del Territorio de Wyoming.